# Église Saint-Vincent de Noaillan
Pour les églises ayant le même vocable, voir Église Saint-Vincent.
L'église Saint-Vincent est une église catholique située à Noaillan, en France.

## Localisation
L'église est située dans le département français de la Gironde, sur la commune de Noaillan.

## Historique
L'édifice est inscrit au titre des monuments historiques en 1925 pour son abside et son chœur et en 2004 en totalité.